# Lord’s Resistance Army

Flagge der paramilitärischen LRA

Die Lord’s Resistance Army (LRA; deutsch „Widerstandsarmee des Herrn“) wurde 1987 unter der Führung von Joseph Kony im Norden Ugandas als Widerstandsbewegung gegen die ugandische Regierung unter Yoweri Museveni gegründet. Um diese Zeit scharten auch etliche andere, angeblich von Geistern besessene Propheten im Acholiland Anhänger im Kampf gegen Museveni um sich. Die LRA entstand nach dem Holy Spirit Movement der Alice Auma Lakwena (gegründet August 1986) und dem von Severini Lukoya (im Oktober 1987) weitergeführten Nachfolgebund als die dritte, eine indigene christliche Ideologie beanspruchende, esoterisch-militante Organisation.
Nach ihrem Selbstverständnis war die LRA eine paramilitärische Gruppe, die im Grenzgebiet zwischen der Zentralafrikanischen Republik, der Demokratischen Republik Kongo und dem Südsudan für die Errichtung eines Gottesstaates kämpfte, der auf den biblischen Zehn Geboten basieren sollte. Ihr werden zahlreiche schwere Verbrechen gegen die Menschlichkeit während des LRA-Konflikts mit 100.000 Toten vorgeworfen. Nachdem Uganda die LRA weitgehend vertreiben konnte, terrorisierte sie vor allem im Südsudan und in Ober-Uelle (im Norden der Demokratischen Republik Kongo) die Bevölkerung. Mehrere Länder schlossen sich zur Regional Cooperation Initiative for the Elimination of the Lord’s Resistance Army zusammen und seit September 2012 ist deren militärischen Komponente der Regional Task Force unter Aufsicht der Afrikanischen Union gegen die LRA aktiv.
2005 erließ der IStGH Haftbefehle gegen Joseph Kony, seinen Stellvertreter Vincent Otti und die Kommandeure Raska Lukwiya, Okot Odhiambo und Dominic Ongwen. Ongwen wurde gefasst und 2021 verurteilt; Lukwiya, Odhiambo und Otti sind tot. Kony gilt als verschollen.
Die LRA war eine Terrororganisation, die während des Sezessionskrieges mit dem Südsudan unter anderem vom Sudan unterstützt wurde. Nach den Terroranschlägen am 11. September 2001 wurde die LRA von den Vereinigten Staaten als Terrorgruppe eingeordnet. Später wurde die LRA von dieser Liste wieder gestrichen; laut Aussage der ugandischen Regierung von 2017 ist die LRA militärisch geschwächt und stellt keine ernsthafte Gefahr mehr für Uganda dar.

## Entstehung
Im ugandischen Bürgerkrieg nach dem Ende der Herrschaft von Milton Obote 1985 entstanden zahlreiche Widerstandsgruppen, die den Präsidenten Yoweri Museveni bekämpften. Darunter war das Holy Spirit Movement, gegründet von Alice Auma. Die Gründerin betrachtete sich als ein spirituelles Medium. Die Gruppe war im Norden Ugandas bei den dort lebenden Acholi aktiv. 1985, auf dem Höhepunkt des Bürgerkrieges, erklärte Auma, sie sei vom Geist eines toten Acholi-Soldaten besessen, den sie „Lakwena“ (Bote) nannte. Auma vermischte christlich-esoterische und endzeitliche Vorstellungen mit traditionellen Mythen zu einer Ideologie der moralischen Reinheit. „Lakwena“ befahl ihr, den Bürgerkrieg zu Ende zu bringen, das Holy Spirit Movement zu gründen und mit ihren Anhängern Kampala von Musevenis NRA zurückzuerobern. 1987 marschierte Auma mit inzwischen tausenden Anhängern südwärts Richtung Kampala. Ihr Geist „Lakwena“ hatte seinen Anhängern befohlen, sich lediglich mit Stöcken und Steinen zu bewaffnen und sich als Schutz vor Geschossen mit Karitebutter einzureiben. Die Anhänger Aumas wurden von der Artillerie der NRA vernichtend geschlagen. Auma floh in ein kenianisches Flüchtlingslager und verbrachte dort den Rest ihres Lebens.
Joseph Kony, ein Kommandeur des Holy Spirit Movement, scharte die wenigen Überlebenden um sich, tauchte mit ihnen im ugandischen Regenwald unter und gründete unter dem Namen Lord’s Salvation Army eine lokale Widerstandsgruppe. Sie wurde 1992 in Lord’s Resistance Army umbenannt. Um die Rebellenorganisation zu zerschlagen, führte die NRA in den folgenden Jahren diverse Militäroperationen durch, wobei es zu willkürlichen Verhaftungen von Sympathisanten durch Regierungssoldaten und anderen Menschenrechtsverletzungen auf beiden Seiten kam. Problematisch war für die Zivilbevölkerung auch die oftmals unklare Position, die Teile der Armee in dem Konflikt einnahmen. Nach Angriffen der LRA auf Dörfer kam die Hilfe der Armee häufig zu spät.
Seit ihrer Gründung verfügt die LRA weder über eine kohärente Ideologie noch über Unterstützung durch die Zivilbevölkerung. Vorstellungen von Unbesiegbarkeit und Elemente von Heilserwartungen scheinen vom Holy Spirit Movement übernommen, erklären aber nicht das ideologische und physische Überleben dieser Bewegung. Die LRA profitierte hauptsächlich vom (2005 beendeten) Sezessionskrieg im Südsudan, indem sie als Gegner der im Südsudan operierenden SPLA von der Regierung in Khartum unterstützt wurde. Weitere Dimensionen des Konflikts sind das gespannte Verhältnis Ugandas zum Nachbarland Kongo und innerhalb Ugandas operierenden islamistischen Gruppen.
Während des Sezessionskriegs diente der LRA lange Zeit der Süden des Sudans als Basis, weshalb die ugandische Regierung den Sudan beschuldigte, die Rebellen zu unterstützen. Uganda selbst unterstützte im Gegenzug die im Sudan operierende Sudanesische Volksbefreiungsarmee, die gegen die Regierung des Sudans kämpfte. Seit 2009 befindet sich der Rückzugsort der LRA in einem zwischen dem Sudan und dem Südsudan umstrittenen Gebiet im Süden Darfurs in der Nähe von Kafia Kingi. Die Operationsgebiete der LRA sind der Südsudan, der Osten des Kongo, Teile des Tschad und die Zentralafrikanische Republik. Bei den Raubzügen werden im Garamba-Nationalpark im Nordosten des Kongo Elefanten gejagt, deren Elfenbein von der LRA zu ihrer Finanzierung verkauft wird.
Dem Manifest von Kony zufolge, das durch Aussagen von Mitgliedern wiederholt wird, kämpft die Organisation für den Sieg über die Regierung von Präsident Museveni und für die anschließende Errichtung eines Gottesstaates auf Basis der Zehn Gebote.

## Menschenrechtsverletzungen

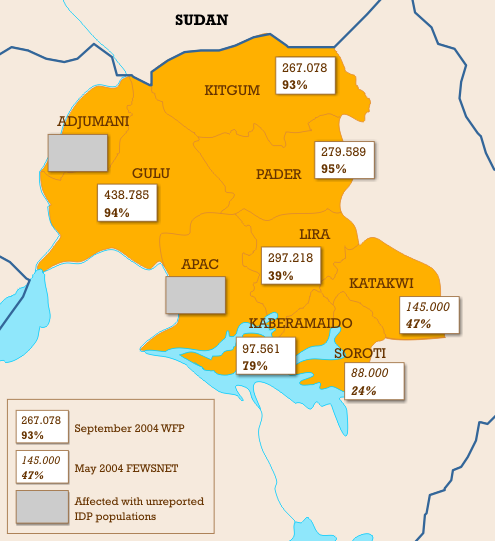
Flüchtlingssituation in Norduganda, 2004.

Bei ihrem Kampf vor allem gegen die Zivilbevölkerung geht die Lord’s Resistance Army mit solcher Brutalität vor, dass Jan Egeland, Vizegeneralsekretär für Humanitäre Angelegenheiten und Koordinator für Nothilfe (OCHA) der UNO, sie Anfang 2005 als die „wohl brutalste Rebellengruppe der Welt“ bezeichnete. Mitglieder der LRA plündern, morden, foltern und vergewaltigen praktisch wahllos in den nördlichen Regionen Ugandas. Kinder werden entführt, um sie teils als Kindersoldaten, teils als Sex-Sklaven zu missbrauchen.
Im Dezember 2003 entschied sich Uganda, diesen Fall als ersten in der Geschichte vor den Internationalen Strafgerichtshof in Den Haag zu bringen. Im Juni 2005 wurden von Luis Moreno Ocampo, Chefankläger des ICC, Haftbefehle gegen Joseph Kony und einen weiteren Anführer der LRA erlassen, deren Aufenthalt in der Demokratischen Republik Kongo ermittelt werden konnte.
Die Schweizerische Stiftung für Minenräumung hat am 31. Oktober 2005 zwei Mitarbeiter in der Nähe von Dschuba im Südsudan verloren. Die beiden Minenräumer – ein irakischer Supervisor und ein sudanesischer Minenräumer – wurden von der LRA überfallen und erschossen, als sie von einem Minenfeld zurück nach Dschuba fuhren. Die Stiftung hat daraufhin die humanitäre Minenräumung für zwei Monate eingestellt.
Im August 2006 wurde unter Vermittlung des Südsudan eine Waffenruhe mit der Regierung vereinbart, um Friedensverhandlungen zu beginnen. Am 23. Februar 2008 unterzeichneten die LRA und die ugandische Regierung einen Waffenstillstandsvertrag. Diesem Vertrag sind die so genannten Juba Talks vorausgegangen, welche bereits im Juli 2006 begonnen wurden. In der Folge dieses Vertrags soll nun ehemaligen Rebellen eine Amnestie gewährt und eine Integration in die Armee ermöglicht werden. Am 10. April 2008 sollte ein Vertrag unterzeichnet werden, der den mittlerweile über 20 Jahre andauernden Konflikt zwischen der LRA und der Regierung Ugandas beenden sollte. Der Rebellenführer Joseph Kony verweigerte jedoch die Unterschrift, da er einige Fragen noch nicht als geklärt betrachtete. Hierzu gehörten zum Beispiel die Anklagepunkte des Internationalen Strafgerichtshofs und die genauen Bedingungen einer Demobilisierung.
Am 28. Dezember 2008 beschuldigte die ugandische Armee die Rebellen der LRA, in einer Kirche im Nordosten der Demokratischen Republik Kongo 45 Personen zu Tode gehackt zu haben. Ein Entwicklungshelfer bestätigte die Angaben und sagte, es sei in einer katholischen Kirche in der Gegend von Doruma geschehen, etwa 40 Kilometer von der sudanesischen Grenze entfernt. Caritas International berichtete von mehreren Überfällen der LRA unter anderem auf Kirchen in Faradje, Dungu, Bangadi und Gurba, bei denen bis zu 485 Menschen ums Leben gekommen seien. Das Büro der Vereinten Nationen für die Koordination Humanitärer Angelegenheiten schätzte die Zahl der Todesopfer in Faradje, Doruma und Gurba auf 189.
Nach Angaben der Menschenrechtsorganisation Human Rights Watch verübten Mitglieder der LRA im Dezember 2009 in der Makombo-Region im Nordosten des Kongos ein schweres Massaker mit mindestens 321 Toten. Weitere 250 Menschen seien entführt worden, darunter 80 Kinder. Insgesamt seien im Zeitraum zwischen dem 24. Dezember und 13. Januar 620 Menschen getötet sowie mehr als 160 Kinder entführt worden. Die Rebellen überfielen dabei mehrere Dörfer. Die Milizen fesselten ihre Opfer, um sie danach mit Macheten, Äxten oder mit schweren Holzknüppeln zu töten.
Die LRA operierte 2010 auch im Südosten der Zentralafrikanischen Republik. Eine Einheit der LRA griff im Oktober 2010 die Kleinstadt Birao im Nordosten an. Die Armeen von Tschad und Uganda sind seither mehr oder weniger in den instabilen östlichen Regionen der Zentralafrikanischen Republik präsent.
Am 6. Januar 2015 nahmen US-amerikanische Soldaten in der Zentralafrikanischen Republik einen Mann fest, der angab, Dominic Ongwen, der international als Kriegsverbrecher gesuchte stellvertretende Führer der LRA, zu sein. Dieser wurde am 4. Februar 2021 vom Internationalen Strafgerichtshof wegen 70 Kriegsverbrechen und Verbrechen gegen die Menschlichkeit in Uganda verurteilt: Schuldig der Folter, Plünderung, Vergewaltigung, sexuellen Versklavung – und vollumfänglich verantwortlich für alle von der Anklage gefundenen Verbrechen.
Durch die LRA wurden insgesamt mehr als 100.000 Menschen getötet sowie zwischen 60.000 und 100.000 Kinder entführt.

## Filme
Es gibt einige Dokumentarfilme, die sich mit der LRA befassen. Hierzu gehören:
- Invisible Children (2003) von Jason Russell, Laren Poole und Bobby Bailey, Thema Kindesentführungen
- Lost Children (2005)
- War/Dance (2007)
- Machine Gun Preacher (2011, Spielfilm), ein Missionar beschützt mit Waffengewalt Kinder vor der LRA.
- Kony 2012 (2012)
- Wrong Elements (Regie: Jonathan Littell, 2016)[24]
- Slaves – Auf den Spuren moderner Sklaverei (Regie: Marc Wiese, Deutschland, WDR, 2016)[25][26]

Die LRA tritt zudem in dem 2006 produzierten Spielfilm Casino Royale in Erscheinung. Ihr Anführer heißt hier Steven Obanno und wird von Isaac de Bankolé gespielt. Die Figur wurde von Joseph Kony inspiriert.